# Ortalis
Ortalis là một chi chim trong họ Cracidae.